# Хилл, Эрика
Э́рика Рут Хилл-Юнт (англ. Erica Ruth Hill-Yount; 20 июля 1976, Клинтон, Коннектикут, США) — американская журналистка и телеведущая.

## Биография
Эрика Рут Хилл родилась 20 июля 1976 года в Клинтоне (штат Коннектикут, США).
Наиболее известна как ведущая «Prime News with Erica Hill», «Anderson Cooper 360°», «The Early Show», «CBS This Morning» и «Weekend Today», которое она ведёт с ноября 2012 года. В 2012 году покинула «CBS This Morning» была заменена Норой О’Доннелл.
С 15 октября 2005 года Эрика замужем за старшим экипажа Дэвидом Юнтом (род.1969). У супругов есть два сына — Уэстон Роберт Юнт (род.25.11.2006) и Сойер Стивен Юнт (род.23.03.2010).